# کنسولگری سابق ایالات متحده آمریکا در تبریز
کنسولگری ایالات متحده آمریکا در تبریز، یک مکان دیپلماتیک و سیاسی در تبریز بود که زیر نظر سفارت آمریکا در تهران به فعالیت می‌پرداخت. این کنسولگری در سال ۱۹۰۶ میلادی گشایش یافته و تا زمان تصرف سفارت آمریکا در تهران و قطع رابطه ایران و آمریکا فعال بوده‌است.
این کنسولگری در انتهای محله لیلاوا یا خیابان شریعتی جنوبی، واقع شده بود که پس از انقلاب ۱۳۵۷ و قطع رابطه با دولت آمریکا در اختیار کمیته مرکزی انقلاب اسلامی تبریز و سپس اداره آگاهی نیروی انتظامی تبریز قرار گرفته و در سال ۱۳۷۸، این محوطه بزرگ، تبدیل به «رستوران و تالار پذیرایی زمرد» وابسته به نیروی انتظامی شد.

## پیشینه

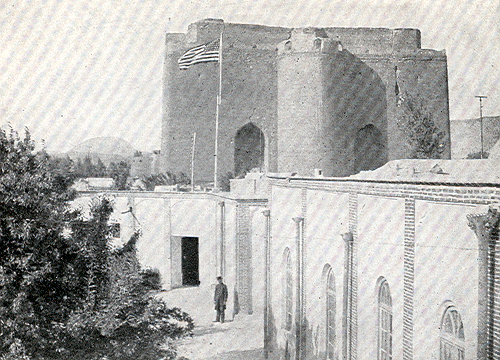
پرچم آمریکا در حال اهتزاز در ساختمان قبلی کنسولگری آمریکا، در ضلع جنوبی ارگ تبریز به سال ۱۹۱۱ میلادی (۱۲۹۰ خورشیدی). تا پیش از احداث کنسولگری جدید در محل فعلی تالار زمرد، از این ساختمان به عنوان کنسولگری آمریکا استفاده می‌شد. تصویر گرفته شده توسط مورگان شوستر.

تا قبل از جنگ جهانی دوم و اشغال تبریز توسط متفقین، مکان کنسولگری آمریکا در یک محل نامناسبی بود که در سال ۱۳۲۳ خورشیدی کنسولگری جدید احداث شد. زمین این کنسولگری قبلاً باغ متروکی بود به نام «بیابان ارمنی» (به ترکی آذربایجانی: ارمنی چؤلی) و مالک آن شخصی به نام حاج علی‌اکبر دباغ بود. در هنگام ورود ارتش سرخ به تبریز در چهارم شهریور ۱۳۲۰ این زمین بایر به محل استقرار تانک‌های ارتش شوروی تبدیل شد. در سال ۱۳۲۳ یک مهندس اتریشی شاغل در کارخانه چرمسازی خسروی به نام «مهندس زیگموند» این قطعه زمین را به مبلغ ده هزار تومان خریده به باغی تبدیل کرد. سپس دولت آمریکا این باغ را از مهندس اتریشی خریداری کرده و کنسولگری آمریکا را به این مکان منتقل نمودند. در سال‌های بحرانی اواخر جنگ جهانی دوم و تشکیل حکومت فرقه دموکرات آذربایجان در سالهای ۱۳۲۴ تا ۱۳۲۵ در تبریز، مکان این کنسولگری، مرکز کنترل و جلوگیری از فعالیت‌های سیاسی-نظامی نیروهای شوروی در آذربایجان بوده و معاون کنسول آمریکا در تبریز به نام رابرت روسو نظاره‌گر حرکات و نقل و انتقال ارتش شوروی در تبریز بوده و تمام عملیات مخفی نیروهای شوروی در آذربایجان را لحظه به لحظه به آمریکا مخابره می‌کرد، تا اینکه سرانجام نیروهای شوروی در خرداد ۱۳۲۵ خورشیدی، آذربایجان را تخلیه و در ۲۱ آذر ۱۳۲۵ نیز حکومت فرقه دموکرات آذربایجان در مقابل ارتش ایران شکست خورده و متلاشی شد.
پس از آن، کنسولگری آمریکا در تبریز کماکان به وظیفه خود در گسترش سیاست‌های آمریکا در آذربایجان و جلوگیری از گسترش افکار ضدآمریکایی و مبارزه با افکار و فعالیت‌های کمونیستی در این منطقه عمل نمودند.
از جمله اقدامات آمریکایی‌ها در این کنسولگری، می‌توان به نمایش نمونه‌ای از «سنگ کره ماه» که فضانوردان آمریکایی از کره ماه به زمین آورده بودند، در سالن بزرگ کنسولگری آمریکا اشاره کرد که مردم تبریز را به تماشای این سنگ دعوت می‌کردند.

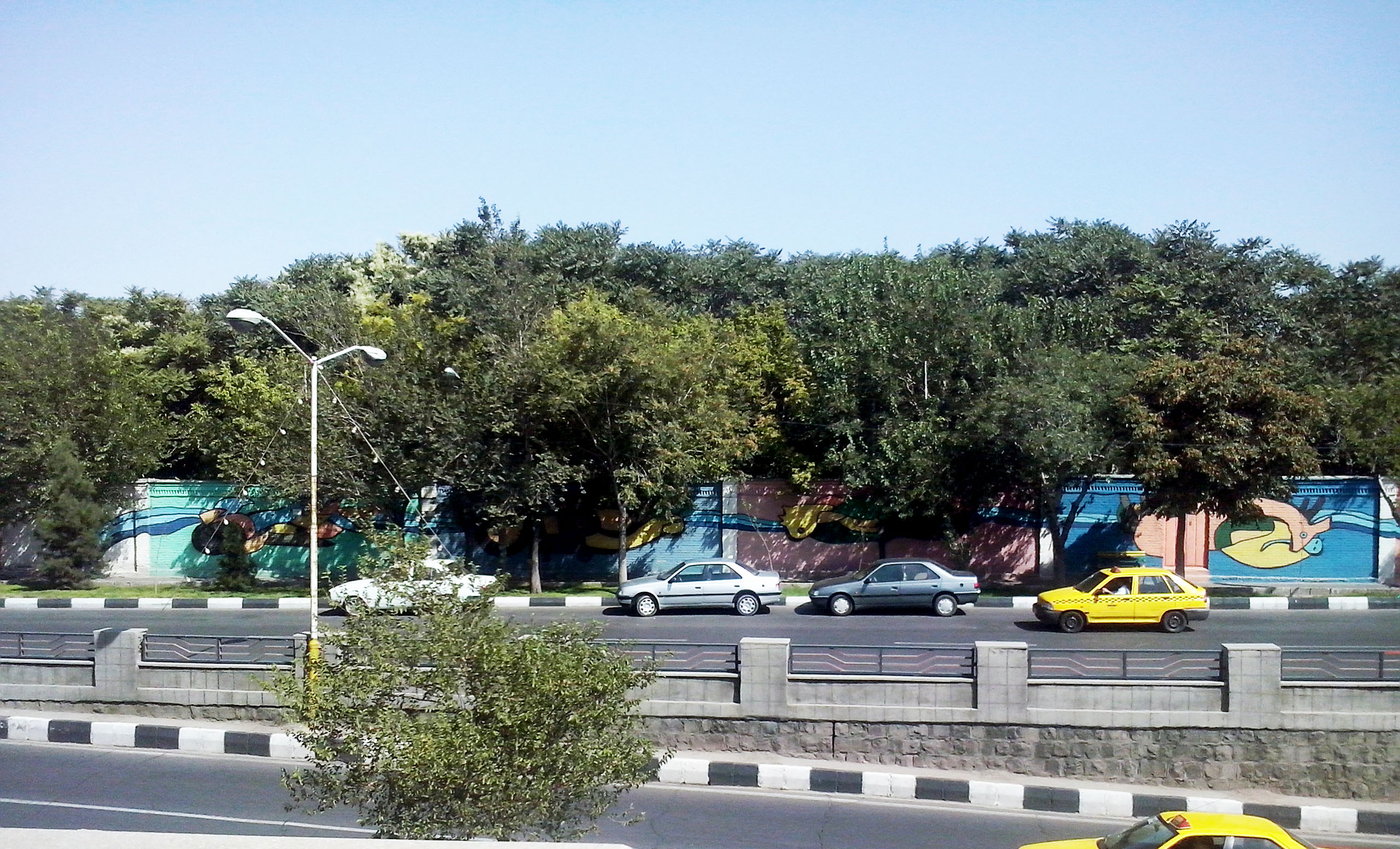
باغ محوطه کنسولگری سابق آمریکا در تبریز، واقع در حاشیه بزرگراه آزادی، زیرگذر حکیم نظامی.

«مایکل مترینکو»، کنسول آمریکا در تبریز در سال‌های ۱۹۷۷ تا ۱۹۷۹ در مصاحبه‌ای با «انجمن مطالعات و آموزش دیپلماتیک آمریکا» در مورد کنسولگری تبریز چنین گفته‌است:
«کنسولگری تبریز یکی از بزرگ‌ترین و زیباترین کنسولگری‌ها بود. محوطه آن متشکل از باغی به مساحت تقریباً ۱۵ جریب با ۱۲۰۰ درخت بود که توسط دیوارهایی احاطه شده بود. در محوطه کنسولگری، یک استخر شنا در ابعاد استخرهای شنای المپیک، گاراژی برای شش اتوموبیل، ساختمان مخصوص میهمانان، خانه‌ای بسیار زیبا و ساختمان اداری زیبایی وجود داشت که در اطراف آن باغات، محوطه سازی‌ها و جاده‌هایی که با درخت احاطه شده بودند، دیده می‌شد. همچنین تعدادی فواره، تالاب پرندگان، استخر ماهی، زمین‌های والیبال و فوتبال، یک باغ رز و تاکستان انگور. زمانی که وضع مالی آمریکا در سال‌های دهه ۱۹۶۰ خوب بود، آنجا توسط یک معمار آمریکایی ساخته شد. فکر می‌کنم آنجا را به واسطه فشار سیا ساختند؛ چرا که باید به عنوان پست دیده‌بانی مرزی به کار گرفته می‌شد. موقعیت آنجا بسیار استراتژیک بود و در نزدیکی مرز کشورهای شوروی، ترکیه و عراق قرار داشت. در آن سال‌ها قرار بود آنجا توسط سفارتخانه فروخته شود؛ اما به دلیل کاهش قیمت زمین، این کار به تعویق افتاد. تا این که قرار شد، فردی را برای آنجا پیدا کنند که در نهایت مرا انتخاب کردند.»

### فهرست کنسول‌های آمریکا در تبریز
در جدول زیر فهرست اسامی کنسول‌های ایالات متحده آمریکا در تبریز به همراه سال‌های مسئولیت آن‌ها آمده‌است.

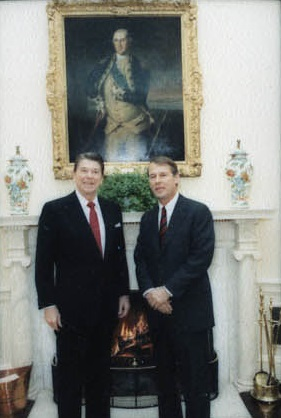
والتر ال. کاتلر (راست)، کنسول آمریکا در تبریز در سال‌های ۶۷–۱۹۶۵ در کنار رونالد ریگان.

| سال‌های مسئولیت | نام                    | به انگلیسی            |
| -------------- | ---------------------- | --------------------- |
| ۱۰–۱۹۰۶        | ویلیام اف. داتی        | William F. Doty       |
| ۱۹–۱۹۱۰        | گوردون پادک            | Gordon Paddock        |
| ۲۸–۱۹۲۶        | آگوستین دابلیو. فرین   | Augustin W. Ferrin    |
| ۵۲–۱۹۵۰        | ویلیام سی. بردت        | William C. Burdett    |
| ?              | ارنست توماس گرین       | Ernest Thomas Greene  |
| ۵۶–۱۹۵۴        | رابرت ال. فانست        | Robert L. Funseth     |
| ۵۹–۱۹۵۷        | هارولد جی. جوزیف       | Harold G. Josif       |
| ۶۱–۱۹۵۹        | ویلیام ال. ایگلتون     | William L. Eagleton   |
| ۶۳–۱۹۶۱        | آرشی ام. بولستر        | Archie M. Bolster     |
| ۶۵–۱۹۶۳        | کارلتون اس. کون جونیور | Carleton S. Coon, Jr. |
| ۶۷–۱۹۶۵        | والتر ال. کاتلر        | Walter L. Cutler      |
| ۷۴–۱۹۷۲        | چارلز ای. مست          | Charles A. Mast       |
| ۷۹–۱۹۷۶        | دیوید سی. مک گفی       | David C. McGaffey     |
| ۸۱–۱۹۷۸        | مایکل مترینکو          | Michael Metrinko      |

## پس از انقلاب ۱۳۵۷

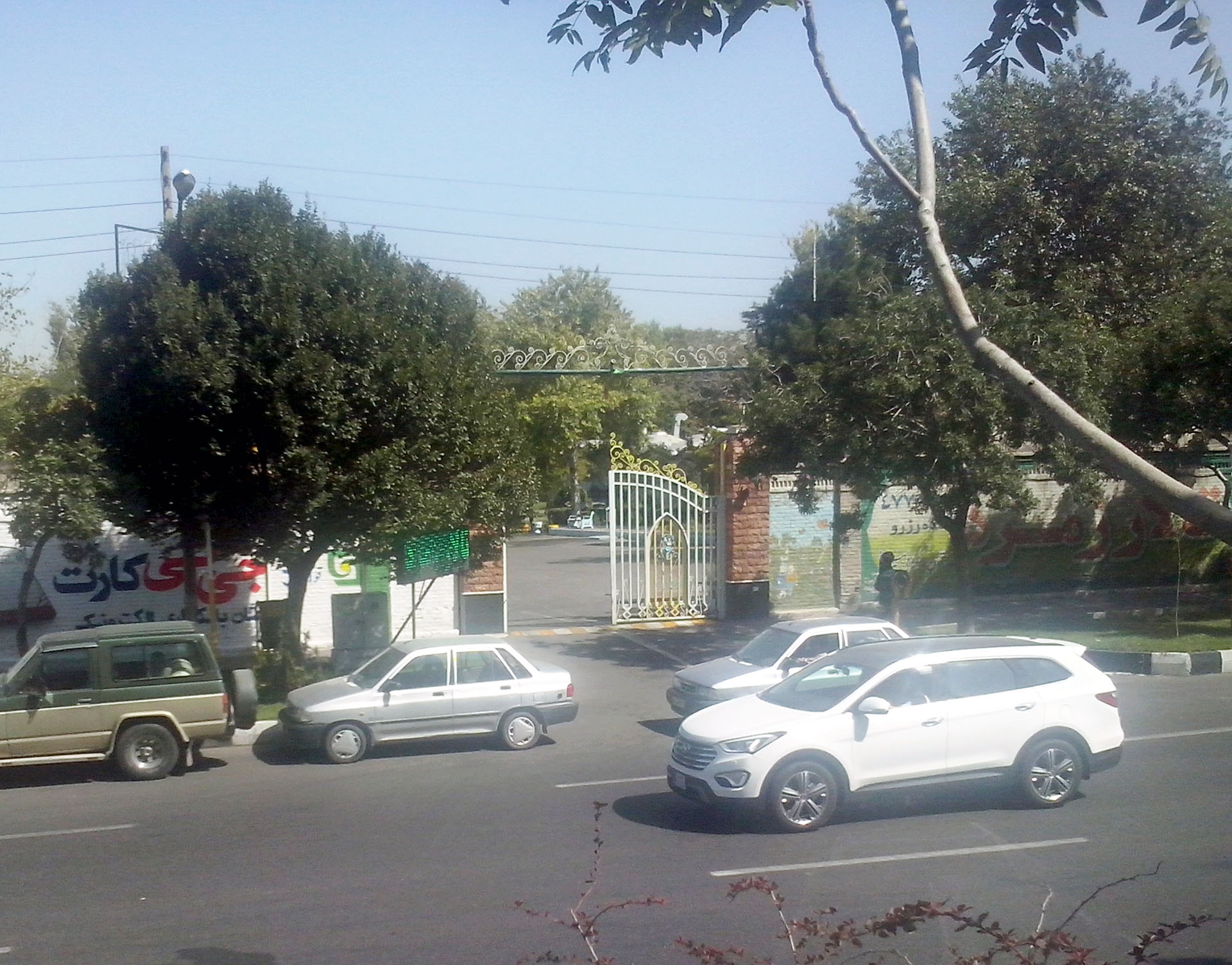
ورودی کنسولگری سابق آمریکا در تبریز از بزرگراه آزادی.

در جریان وقایع ۲۹ بهمن سال ۱۳۵۶ تبریز، کنسولگری آمریکا، کتابخانه جان اف کندی در تبریز، مرکز فرهنگی ایران و آمریکا در تبریز و ادارهٔ «اصل چهار» مورد حملهٔ انقلابیون قرار گرفته و غیر از کنسولگری آمریکا که مصونیت دیپلماتیک داشت، بقیهٔ مؤسسات آمریکایی در تبریز نابود شدند. در جریان بهمن ماه سال ۱۳۵۷ انقلابیون تبریز به رهبری آیت‌الله قاضی طباطبایی به سوی این کنسولگری حرکت کرده و تابلو بزرگ کنسولگری و پرچم آمریکا را از سر درب آن پایین کشیدند. سپس هم‌زمان با تسخیر سفارت آمریکا در تهران، کنسولگری آمریکا در تبریز نیز به تصرف مهاجمان درآمد.
هم‌اکنون محل این کنسولگری در خیابان شریعتی تبریز به «تالار پذیرایی و رستوران زمرد»، تحت مالکیت نیروی انتظامی تبدیل شده‌است.